# 松本益吉
松本 益吉（まつもと ますきち、1870年8月19日 - 1925年12月17日）は、日本の神学教育者である。
広島県広島市生まれ。1887年、メソジストの宣教師J・W・ランバスから洗礼を受ける。関西学院神学部に入学したが、1896年に中退し渡米する。アズベリー神学校、ヴァンダービルト、イェール大学で学ぶ。1902年に帰国すると、関西学院神学部の教授に就任。新約聖書学などを講じた。1920年に関西学院副院長に就任する。国際連盟協会、日米協会の幹部として国際親善にも貢献する。1925年に死去。

## 著書・訳書
- 『新約聖書神学』1937年
- 『イエスの教え』(ジョージ・スティーブンス著)